# Campeonato Paraense de Futebol de 2017 - Segunda Divisão
A Divisão de Acesso do Campeonato Paraense de Futebol de 2017 foi a 32ª edição da Segunda Divisão no estado do Pará. A competição dará duas vagas a primeira divisão do Campeonato Paraense de Futebol de 2018.
O campeonato foi disputado por 15 equipes nesta edição.

## Regulamento
O campeonato contou com quatro fases. Na Primeira Fase as 15 (quinze) equipes serão divididas em 3 (três) grupos que contará com 5 (cinco) equipes em cada um. As equipes jogarão entre si nos seus grupos em apenas jogos de ida, classificando-se os dois primeiros colocados de cada grupo e  os dois melhores terceiros colocados.
A Segunda Fase, também chamada de Quartas de final, foi disputada pelos clubes classificados da primeira fase no sistema de jogos só de ida, classificando-se apenas 4 equipes para a terceira fase.
A Terceira Fase, chamada de Semifinal, também foi disputada apenas pelas 4 equipes classificadas da fase anterior no sistema de jogos só de ida.
A Quarta Fase foi a Final, disputada pelas duas equipes classificadas da fase anterior no sistema de jogo só de ida. O vencedor do jogo será declarado campeão. As duas equipes finalistas conquistarão o acesso a Primeira Divisão do Campeonato Paraense em 2018.

### Critérios de desempate
Os critérios de desempate na fase classificatória serão os seguintes:
1. Maior número de vitórias;
2. Maior saldo de gols;
3. Maior número de gols pró;
4. Confronto direto;
5. Sorteio.

Os critérios de desempate a partir da 2ª fase em diante foi definido nos tiros livres direto, ou seja, Pênaltis.

## Equipes participantes
. Devido ao não cumprimento do pagamento de taxas referentes a inscrição da equipe na competição, o Pedreira foi excluído da competição no dia 14/10/2017. .
Sendo assim, de acordo com as regras da CBF, todos os outros times do grupo A1 foram beneficiados por W.O. com vitorias por 3x0.

## Fase final
Em itálico, os times que possuem o mando de campo no confronto e em negrito os times classificados.
|  | Quartas de final | Quartas de final | Quartas de final |             |            | Semifinais | Semifinais | Semifinais |  |  | Final | Final      | Final |
|  |                  |                  |                  |             |            |            |            |            |  |  |       |            |       |
|  |                  |                  |                  |             |            |            |            |            |  |  |       |            |       |
|  |                  | Izabelense       | 2                |             |            |            |            |            |  |  |       |            |       |
|  |                  | Vila Rica        | 0                |             |            |            |            |            |  |  |       |            |       |
|  |                  | Vila Rica        | 0                |             | Izabelense | 1          |            |            |  |  |       |            |       |
|  |                  |                  |                  |             | Izabelense | 1          |            |            |  |  |       |            |       |
|  |                  |                  | Parauapebas      | 2           |            |            |            |            |  |  |       |            |       |
|  |                  | Parauapebas      | Parauapebas      | 2           | 0 (6)      |            |            |            |  |  |       |            |       |
|  |                  | Parauapebas      |                  |             | 0 (6)      |            |            |            |  |  |       |            |       |
|  |                  | Tuna Luso        | 0 (5)            |             |            |            |            |            |  |  |       |            |       |
|  |                  |                  |                  |             |            |            |            |            |  |  |       | Bragantino | 2 (5) |
|  |                  |                  |                  | Parauapebas | 2 (4)      |            |            |            |  |  |       |            |       |
|  |                  | Bragantino       | 3                |             |            |            |            |            |  |  |       |            |       |
|  |                  | Tiradentes       | 0                |             |            |            |            |            |  |  |       |            |       |
|  |                  | Tiradentes       | 0                |             | Bragantino | 3          |            |            |  |  |       |            |       |
|  |                  |                  |                  |             | Bragantino | 3          |            |            |  |  |       |            |       |
|  |                  |                  | Sport Belém      | 0           |            |            |            |            |  |  |       |            |       |
|  |                  | Tapajós          | Sport Belém      | 0           | 2          |            |            |            |  |  |       |            |       |
|  |                  | Tapajós          |                  |             | 2          |            |            |            |  |  |       |            |       |
|  |                  | Sport Belém      | 4                |             |            |            |            |            |  |  |       |            |       |

Todas as partidas estão no horário local (UTC-3).

### Quartas de Final
| Sábado, 18 de Novembro | Tapajós                  | 2 – 4 | Sport Belém                              | Estádio do Souza, Belém |
|                        | Jaime 20' · Elielton 88' |       | 14', 20', 74' (pen) Fininho · 86' Araújo | Público: 76 Árbitro:    |

| Tapajós | Sport Belém |

| Domingo, 19 de Novembro | Bragantino-PA                          | 2 – 0 | Tiradentes | Diogão, Bragança        |
|                         | João Leonardo 02' · Marcelo Maciel 52' |       |            | Público: 1 725 Árbitro: |

| Bragantino | Tiradentes |

| Domingo, 19 de Novembro | Parauapebas | 0 – 0 | Tuna Luso | Rosenão, Parauapebas  |
|                         |             |       |           | Público: 764 Árbitro: |

|                                                             |       | Penalidades                                                                    |  |
| Thiago Potiguar Francesco Aleílson Wanderlan Flamel Neilson | 6 – 5 | Claison Dudu Danilo Galvão Marco Pinheiro André Mensalão Jeferson Monte Alegre |  |

| Parauapebas | Tuna Luso |

| Domingo, 19 de Novembro | Izabelense                           | 3 – 0 | Vila Rica | Edilson de Abreu, Santa Izabel do Pará |
|                         | Herê 04' · André 76' · Dioguinho 93' |       |           | Público: 516 Árbitro:                  |

| Izabelense | Vila Rica |

### Semifinal
| Domingo, 26 de Novembro | Izabelense        | 1 – 2 | Parauapebas                     | Edilson de Abreu, Santa Izabel do Pará     |
| 15:30                   | Ramon 37' (pen) · |       | 20' Thiago Potiguar · 73' Monga | Público: 1 000 Árbitro: Gustavo Ramos Melo |

| Izabelense | Parauapebas |

| Domingo, 26 de Novembro | Bragantino                          | 3 – 0 | Sport Belém | Diogão, Bragança                             |
| 15:30                   | Rafinha 46', 89' · Aslen Kelvin 70' |       |             | Público: 2 501 Árbitro: Wasley do Couto Leão |

| Bragantino | Sport Belém |

### Final
| Quinta-feira, 30 de Novembro | Bragantino                    | 2 – 2 | Parauapebas                       | Diogão, Bragança        |
| 15:30                        | Allan 29' · Rafinha 83' (pen) |       | 44' Thiago Potiguar · 67' Neilson | Público: 2 700 Árbitro: |

|                                                                     |       | Penalidades                                         |  |
| João Leonardo Rafinha Keoma Paulo de Tárcio Marcelo Maciel Bruninho | 5 – 4 | Flamel Neilson Felipe Baiano Rony Wanderlan Everson |  |

| Bragantino | Parauapebas |

## Premiação
| Campeonato Paraense de 2017 - Segunda Divisão |
| Bragança                                      |
| --------------------------------------------- |
| Bragantino-PA Campeão (3º título)             |